# Hit Me Hard and Soft
Hit Me Hard and Soft is het derde studioalbum van de Amerikaanse singer-songwriter Billie Eilish, uitgebracht op 17 mei 2024 via Darkroom en Interscope Records.

## Achtergrond
In december 2021, enkele maanden nadat Eilish' tweede album Happier Than Ever uitgebracht was, begon Eilish samen met naar broer Finneas O'Connell ideeën te verzamelen voor haar derde album. De opnames voor het derde album begonnen in 2023 in Finneas' thuisstudio in Los Angeles. In een interview met Jimmy Fallon in december 2023 gaf Eilish aan dat het album bijna klaar was. 
In april 2024 werd begonnen met de promotie voor het album via reclameborden in Australië, het Verenigd Koninkrijk en de Verenigde Staten waarop fragmenten van songteksten werden geplaatst. Ook werd via social media, met name Instagram, aandacht gevraagd voor het nieuwe album. Tijdens een verrassingsoptreden bij het Coachellafestival op 13 april 2024 liet Eilish de nummers "Lunch", "L'Amour de ma vie" en "Chihiro"  horen.
Op 29 april 2024 kondigde Billie Eilish HIT ME HARD AND SOFT: THE TOUR aan, ter promotie van haar derde studioalbum. De eerste tourfase startte op 29 september 2024 in Quebec en bracht haar langs Noord-Amerika, Australië en Europa. Dit deel eindigde op 27 juli 2025 in Dublin.
Op 29 mei 2025 kondigde Eilish via Instagram HIT ME HARD AND SOFT: THE TOUR – Part 2 aan. Deze tweede fase start op 16 augustus 2025 in Tokyo en eindigt op 23 november 2025 in San Francisco. Ze bezoekt onder andere nieuwe steden in Azië en keert terug naar Noord-Amerika voor extra shows.
De setlist bevat nummers van haar nieuwste album, zoals “LUNCH”, “THE GREATEST” en “BLUE”, naast klassiekers als “bad guy” en “Happier Than Ever”. Met indrukwekkende visuals en een sterke emotionele lading is deze tour een van Eilish’ meest ambitieuze projecten tot nu toe.
.
Het nummer "Lunch" werd als eerste single van het album uitgebracht. Eilish had vooraf aangegeven geen singles te releasen voordat het album uitgebracht werd. Zowel het album als de single werden op 17 mei uitgebracht, zowel op streamingplatforms als in verschillende fysieke vormen (cd, vinyl en muziekcassette).
Het album werd positief ontvangen door de muziekpers. Zo gaven The Daily Telegraph en The Independent het album vijf uit vijf sterren. Bij The Guardian en NME kreeg het vier uit vijf sterren. De muziekjournalisten waren met name positief over de melodieën.

## Tracklijst
Alle muziek en teksten zijn geschreven door Billie Eilish en Finneas O'Connell; alle tracks zijn geproduceerd door Finneas. 
| 1.                 | Skinny             | 3:39 |
| 2.                 | Lunch              | 3:00 |
| 3.                 | Chihiro            | 5:03 |
| 4.                 | Birds of a Feather | 3:30 |
| 5.                 | Wildflower         | 4:21 |
| 6.                 | The Greatest       | 4:53 |
| 7.                 | L'Amour de Ma Vie  | 5:33 |
| 8.                 | The Diner          | 3:06 |
| 9.                 | Bittersuite        | 4:58 |
| 10.                | Blue               | 5:43 |
| Totale duur: 43:45 |                    |      |